# Kraken Catena
Kraken Catena là một chuỗi miệng núi lửa (catena) trên Triton, vệ tinh tự nhiên lớn nhất của sao Hải Vương. Nó được đặt theo tên của bạch tuộc khổng lồ trong thần thoại Na Uy; cái tên đã được Liên đoàn Thiên văn Quốc tế phê duyệt vào năm 1991. Nó nằm ở tọa độ 14 ° N, 35,5 ° E.